# Amata cataleptica
Amata cataleptica là một loài bướm đêm thuộc phân họ Arctiinae, họ Erebidae.